# Lou Videau
Pour les articles homonymes, voir Videau (homonymie).
 (avril 2025).
Motif : Où sont les sources centrées étalées sur deux ans ?
- Archive Wikiwix
- Bing
- Cairn
- DuckDuckGo
- E. Universalis
- Gallica
- Google
- G. Books
- G. News
- G. Scholar
- Persée
- Qwant
- (zh) Baidu
- (ru) Yandex
- (wd) trouver des œuvres sur Wikidata

| 1. | Préciser le motif de la pose du bandeau. | Précisez le motif de la pose du bandeau en utilisant la syntaxe suivante : {{admissibilité à vérifier\|date=août 2025\|motif=remplacez ce texte par le motif}}                  |
| 2. | Informer les utilisateurs concernés.     | Pensez à avertir le créateur de l'article, par exemple, en insérant le code ci-dessous sur sa page de discussion : {{subst:avertissement admissibilité à vérifier\|Lou Videau}} |

Lou Videau est une créatrice de contenus sur les réseaux sociaux, danseuse et entrepreneuse française. Elle est notamment connue pour sa participation à la saison 12 de Secret Story.

## Biographie
Lou Videau est originaire de Marseille. Elle est la fille d'un ancien joueur de l'Olympique de Marseille, Thomas Videau.
De 2017 à 2020, elle étudie au lycée Georges Duby, et elle obtient son baccalauréat Scientifique.
En 2020 après son bac scientifique, elle rejoint l'IUT de Marseille en technique de commercialisation. Elle est également mannequin chez Seven's.
En 2021 elle crée sa marque de vêtements pour femme, ainsi que son site internet[source secondaire souhaitée].
De juin 2021 à mai 2022 elle est secrétaire du bureau des élèves de l'IUT de Marseille pendant ses études.
En avril 2024 elle participe à la 12e saison de Secret Story avec le secret « Nous ne sommes pas jumeaux » qu'elle partageait avec Léo, elle termine 2e de la compétition et remporte 11 500 €.
Le 28 novembre 2024, elle apparaît dans le clip d'Un jour, je l'aurai du rappeur Jul.
Le 6 avril 2025, elle annonce lancer avec sa sœur Chloé Videau leurs studio de pilates, Maison Susa, à Aix-en-Provence.
En juin 2025, elle apparaît en tant que danseuse figurante dans la série de TF1 et Netflix Tout pour la lumière.

## Filmographie

### Émissions de télévision
- 2024 : Secret Story 12 sur TF1 : Finaliste
- 2025 : Secret Story 13 sur TFX : Invitée

### Séries télévisées
- 2025 : Tout pour la lumière : danseuse figurante

### Clip musical
- 2024 : Un jour, je l'aurai (par Jul)